# 尤德瑙-鲍姆加滕
尤德瑙-鲍姆加尔滕是奥地利下奥地利州图尔恩县的一个市镇。总面积14.35平方公里，总人口2089人，人口密度145.6人/平方公里（2005年）。